# Miss Bonaire
Miss Universe Bonaire es el mayor concurso de belleza nacional para la mujer en Bonaire. El certamen fue creado en 1967 y es el concurso nacional oficial para seleccionar a su representante en diversos eventos internacionales.

## Historia
Tradicionalmente, la señorita Bonaire envió a la ganadora al Miss Universo entre 1967-1999 . En 1973-1983 la ganadora de Miss Bonaire compitió en el certamen Miss Intercontinental. Desde 2000 Bonaire no compite en concursos internacionales . Desde 2010 , Bonaire declaró su deseo de regresar a los concursos internacionales. Hoy en día , el ganador compite en Miss Mundo.

La Organización de Miss Bonaire ofrece formación y oportunidades a la mujer joven, que actúa como embajadora de Bonaire en enormes desfiles Grandslam, con el objetivo de promover el turismo en Bonaire y dar a conocer esa isla.

## Ganadoras del Certamen
| Año       | Miss Bonaire               |
| --------- | -------------------------- |
| 1967      | Cristina Landwier          |
| 1968      | Ilse Maria de Jong         |
| 1969      | Julia Edviga Nicolaas      |
| 1973      | Els Marie Beukenboom       |
| 1974      | Jasmin Romondt             |
| 1975      | Judith Antonia Evertsz     |
| 1978      | Corinne Rosseley Hernández |
| 1983      | Susan Angela               |
| 1995      | Donna Landwier             |
| 1996      | Jessy Viceisza             |
| 1997      | Jhane-Louise Landwier      |
| 1998      | Uzmin Mariluz Everts       |
| 1999      | Julina Felida              |
| 2010      | Benazir Berends Charles    |
| 2012      | Saphira Elouise Janga      |
| 2014      | Michelle Gumbs             |
| 2018      | Ruthgainy Frans            |
| 2022-2024 | Ruby Pouchet               |
| 2025      |                            |